# L'Âge de glace 2
Pour les articles homonymes, voir Âge de glace (homonymie).
Série L'Âge de glace
L'Âge de glace
(2002) L'Âge de glace 3 : Le Temps des dinosaures
(2009)
Pour plus de détails, voir Fiche technique et Distribution.
L'Âge de glace 2 ou L'ère de glace : La fonte au Québec (Ice Age: The Meltdown), est un film d'animation américain de Carlos Saldanha, sorti en 2006.
C'est la suite de L'Âge de glace (2002).
Le film suit le trio, composé de Manny, Sid, et Diego. Les trois amis, ainsi que les autres habitants de l’âge de glace, coulent des jours heureux depuis que le temps s'est réchauffé et vivent dans un parc aquatique au pied d'un mur de glace. Mais alors que tout va pour le mieux, le trio découvre, après avoir empêché une bêtise de Sid, que Tony la Tchatche, qui prévoyait la fin du monde, avait raison : la glace fond et une énorme inondation se prépare. Après avoir (vainement) averti les autres, un vautour parvient à faire prendre conscience au troupeau de sa situation, et annonce que le seul moyen d'échapper à l'accident est une embarcation à l'autre bout de la vallée. Pour le trio et le troupeau, commence un périlleux voyage, durant lequel Sid essaiera de se faire respecter, que Diego devra vaincre sa peur de l'eau tandis que Manny, pensant être le tout dernier des mammouths, fera une rencontre qui remettra tout en question, sans qu'ils se doutent que deux créatures libérées des glaces sont à leurs trousses, prêtes à les manger.

## Synopsis
En voulant reprendre son gland (coincé sur un glacier), Scrat déclenche des fuites d'eau. En voulant les  reboucher , il s'envole sur un toboggan aquatique et laisse tomber son gland. Pour l'instant, les habitants de l'âge de glace mènent la belle vie depuis le réchauffement et Sid (le paresseux) dirige un camp de vacances avec des enfants mais se fait humilier par eux et quand ses amis, Manny (le mammouth) et Diego (le tigre à dents de sabre), arrivent sur les lieux et entament une dispute, Sid décide de partir. Manny et Diego découvrent qu'un certain Tony la Tchatche raconte des histoires sur la fin du monde. Manny refuse de croire celles-ci et prend conscience qu'il serait le dernier des mammouths. Après cela, les deux amis rattrapent in extremis Sid qui voulait enfin obtenir le respect des autres en sautant du haut « du glacier de la Mort » et découvrent que Tony avait bien raison, la glace est en train de fondre ! En effet, l'endroit où ils se trouvent - une vallée entourée de glace -sera bientôt submergée en raison de la fonte des glaces autour d'eux : ils sont en fait dans une énorme cuvette entourée d'un barrage de glace qui va bientôt céder. Un vautour avertit les autres animaux, sans leur cacher qu'il ne souhaite pas que tous parviennent à s'enfuir. Le trio et le reste des animaux préhistoriques n'ont qu'une seule chance de se sauver : arriver à une énorme pirogue située à l'extrême opposé du bassin. Tout le monde part et jusqu'ici, Manny n'a toujours pas revu de mammouths et rejette le fait d'être le dernier mammouth et que sa race soit en voie de disparition, une hypothèse soutenue par tous les autres. Il s'avère aussi que Diego a peur de l'eau, mais il fait tout pour paraître courageux et sans aucune faiblesse. En parallèle, alors que tous les habitants ont quitté le parc aquatique, deux reptiles marins monstrueux et affamés, « Maelstrom » (un Placodus) et « Crétacé » (un Metriorhynchus), prisonniers dans la glace depuis l’époque des dinosaures, sont libérés avec le dégel.
Pendant le voyage, le trio rencontre une mammouth, Ellie. Manny, heureux d'avoir montré que ce n'est pas l'espèce éteinte que tout le monde pensait, est cependant confronté à un problème : Ellie, qui voyage avec ses deux « frères » opossums Eddie et Crash, croit aussi être un opossum, et se comporte comme tel, ce qui entraîne parfois des problèmes. En chemin, ils se font attaquer par Maelstrom et Crétacé qui brisent la glace sous eux. Sid tombe à l'eau et s'enfuit avec Diego, paralysé à la vue de l'eau. Manny, grâce à ses défenses, renvoie les créatures marines dans l'eau. Ils parviennent à l'endroit où Ellie enfant a été trouvée par les opossums : elle se rend compte qu'elle a été adoptée par eux et prend conscience d'être un mammouth. Manny se rapproche maladroitement d'Ellie, en essayant d'expliquer qu'ils sont probablement les deux derniers mammouths sur terre, et ont le devoir de sauvegarder et de perpétuer leur espèce. Ellie n'apprécie pas et s'éloigne en colère. Ils s'aperçoivent trop tard qu'ils se sont aventurés sur des rochers instables qui se brisent sous leur poids, menaçant de les faire tomber dans un précipice. Manny et Ellie se résignent à se présenter mutuellement des excuses, pour s'entraider et éviter ainsi de tomber, grâce aux instructions de Diego, et tout le groupe est sauvé. Tous s'endorment, mais Sid est enlevé pendant son sommeil par une bande de paresseux. Ceux-ci le nomment « roi du feu » mais sa satisfaction est de courte durée, car ceux-ci ont l'intention de le sacrifier dans un cratère en fusion car selon eux son sacrifice empêchera la catastrophe. Sid parvient à s'échapper, quand il raconte sa mésaventure au groupe personne ne le croit. Ils s'aperçoivent que le niveau a monté et ils se remettent rapidement en route.
Le lendemain, malgré les railleries des vautours, les protagonistes voient l'arche géante sur une colline avec tous les animaux y grimpant. Mais en avançant, ils constatent qu'une zone pleine de geysers leur barre la route. Manny veut passer malgré tout, car le temps de faire le tour, le barrage de glace se brisera. Mais Ellie veut faire un détour, et elle part avec les deux opossums. Manny, Sid et Diego parviennent à franchir les geysers, tandis que le barrage cède effectivement. Ils demandent aux autres animaux s'ils ont vu Ellie, mais en attendant, la vallée est envahie et l'inondation commence. Tous les animaux se dépêchent à mesure que Manny reste s'assurer que tous montent, mais Ellie, de son côté, est coincée dans une grotte avec Eddie et Crash. Ils parviennent à sortir et à aller demander de l'aide. Les deux opossums rencontrent Manny et lui expliquent ce qu'il s'est passé. Le mammouth se décide tout de suite à sauver Ellie, avec Sid et Diego.
Ils rebroussent chemin et arrivent à la grotte en même temps que l'inondation. Le courant fait s'effondrer le sol. Les deux opossums se retrouvent dans un arbre qui émerge à peine de l'eau et Manny essaie d'ouvrir la grotte avec un tronc. Pendant ce temps, Sid plonge pour sauver les opossums, mais se cogne la tête contre un bloc de glace et perd conscience, de sorte que les opossums l'attrapent et le retiennent difficilement. Diego surmonte sa peur de l'eau et plonge, nage tant bien que mal et sauve Sid et les opossums. Pendant ce temps, Maelstrom et Crétacé (ayant profité de la montée soudaine des eaux), attaquent Manny et le tirent vers le bas, mais celui-ci a une idée : se mettant près du tronc, les monstres chargent et il esquive : Maelstrom et Crétacé poussent le tronc et décrochent un bloc de pierre qui les entraîne vers le fond. Ellie peut enfin sortir mais il est trop tard pour rejoindre l'arche et l'eau continue à monter dangereusement. Heureusement, Scrat crée sans le vouloir une brèche dans la barrière de glace, l'eau est alors évacuée par cette brèche et tout le monde se retrouve sain et sauf. C'est alors qu'un troupeau de mammouths profite de la brèche pour faire son apparition. Manny, encouragé par Sid et Diego, se déclare à Ellie, mais refuse de rejoindre le troupeau car il ne veut pas laisser Diego et Sid. Les six animaux partent en se demandant comment fonder une famille.

## Fiche technique
- Titre original : Ice Age: The Meltdown
- Titre français : L'Âge de glace 2
- Titre québécois : L'ère de glace : La fonte
- Réalisation : Carlos Saldanha
- Scénario : Gerry Swallow, Peter Gaulke, Jim Hecht et Jon Vitti d’après les personnages créés par Peter DeSève
- Storyboard : Chris Renaud et Karen Disher
- Histoire : Gerry Swallow et Peter Gaulke
- Direction artistique : Thomas Cardone
- Photographie : Craig Anthony Grasso
- Montage : Harry Hitner
- Musique : Will Edwards (Musique originale) et John Powell - Aram Khatchatourian.
- Production : Lori Forte. Bob Gordon, Christopher Meledandri et Chris Wedge [Note 1]
- Sociétés de production :Twentieth Century Fox Film Corporation, Blue Sky Studios et 20th Century Animation
- Société de distribution : 20th Century Fox
- Budget : 80 000 000 $ US
- Pays d'origine :  États-Unis
- Langue : anglais
- Format : Couleur pal — 35 mm — 1,85:1 — son Stereo surround
- Genre : Animation
- Durée : 91 minutes
- États-Unis /  Canada /  Québec : 31 mars 2006
- France : 5 avril 2006
- Dates de sortie DVD :
- États-Unis : 21 novembre 2006
- France : 15 novembre 2006

## Distribution

### Voix originales
- Ray Romano : Manny
- John Leguizamo : Sid
- Denis Leary : Diego
- Queen Latifah : Ellie
- Seann William Scott : Crash
- Josh Peck : Eddie
- Chris Wedge : Scrat
- Jay Leno : Tony La Tchatche
- Will Arnett : le vautour solitaire
- Steve Carell : Cretaceous

### Voix françaises
- Gérard Lanvin : Manny
- Élie Semoun : Sid
- Vincent Cassel : Diego
- Armelle Gallaud : Ellie
- Christophe Dechavanne : Crash
- Alexis Tomassian : Eddie
- Chris Wedge : Scrat
- Gérard Surugue : Tony La Tchatche
- Manu Payet : le vautour solitaire
- Florian Gazan : le vieux vautour
- Bruno Guillon : le fourmilier
- Nancy Sinatra : Maman oiseau et maman dyatrima
- Julie Taton : la mini-paresseuse
- Patrick Floersheim : le moeritherium adulte sur la glace (avec un accent)

Version française
- Société de doublage : Dubbing Brothers
- Direction artistique : Jean-Marc Pannetier
- Adaptation : Agnès Dusautoir
- Direction chansons : Georges Costa

### Les personnages
- Manny : mammouth taciturne, censé être le dernier représentant de son espèce. Dans ce volet, il s'appelle « Manny » et non plus « Manfred ». En réalité, le surnom « Manny » a été créé par Sid dans le premier film et ce surnom ne l'a plus quitté.
- Diego : tigre à dents de sabre peu enclin à montrer ses émotions. On découvre dans ce volet qu'il a une peur panique de l'eau. Mais grâce à Sid, il va surmonter cette peur.
- Sid : paresseux qui aime parler, devenu ami de Manny et de Diego depuis le premier volet.
- Scrat : petit écureuil dont la seule préoccupation est la quête de glands en prévision de temps plus durs. Victime de mésaventures annexes à l'histoire principale, il croise cependant le parcours du trio, par hasard, et aura une importance considérable dans le dénouement des événements.
- Ellie : femelle mammouth persuadée d'être un opossum comme ses frères.
- Crash et Eddie : opossums, « petits frères jumeaux adoptifs » d'Ellie.
- Crétacé et Maelstrom : issus respectivement des espèces Metriorhynchus et Placodus, ce sont deux rescapés des glaces profitant de l'avancée des eaux pour se nourrir des créatures sur leur passage. Le film est l'un des rares, voire le seul, à être un film d'animation familiale utilisant le contexte de créatures préhistoriques libérées des glaces dans lesquelles elles étaient prisonnières et attaquant les personnages du présent avant d’être éliminées par les héros, la plupart des autres films étant des films d'action/horreur (comme "dinoshark" ou "mega shark vs giant octopus").

Galerie photo des acteurs
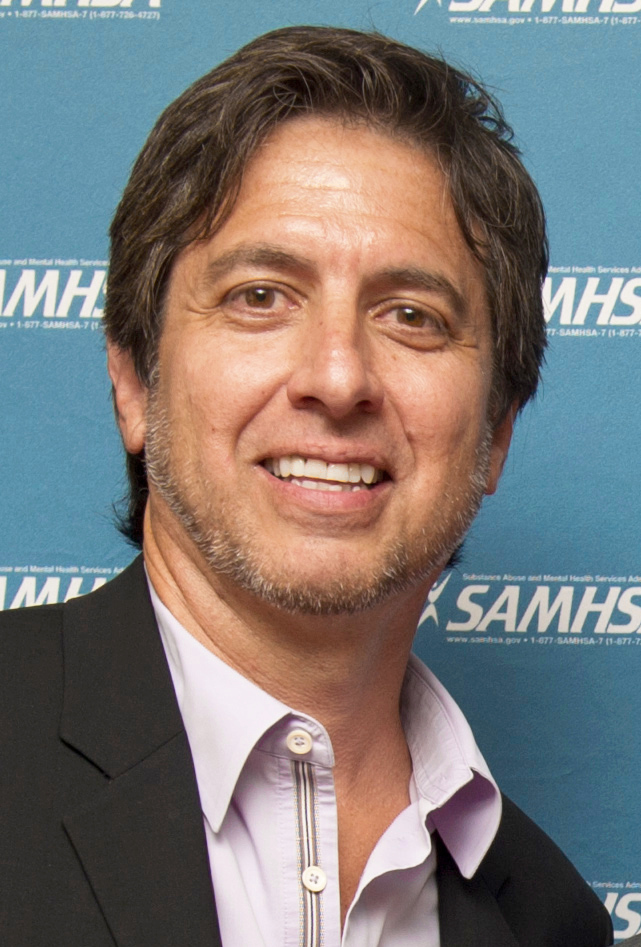
Ray Romano
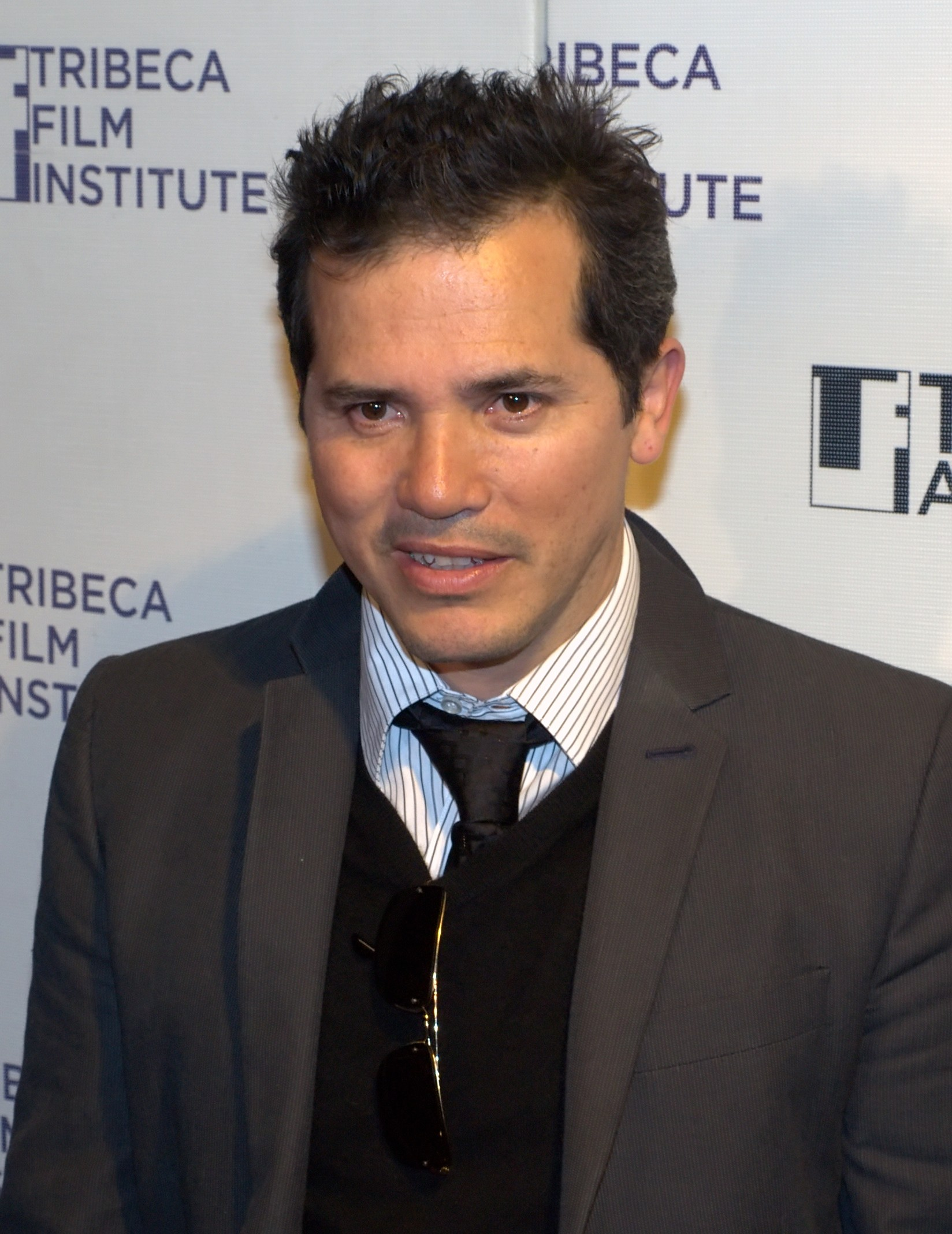
John Leguizamo
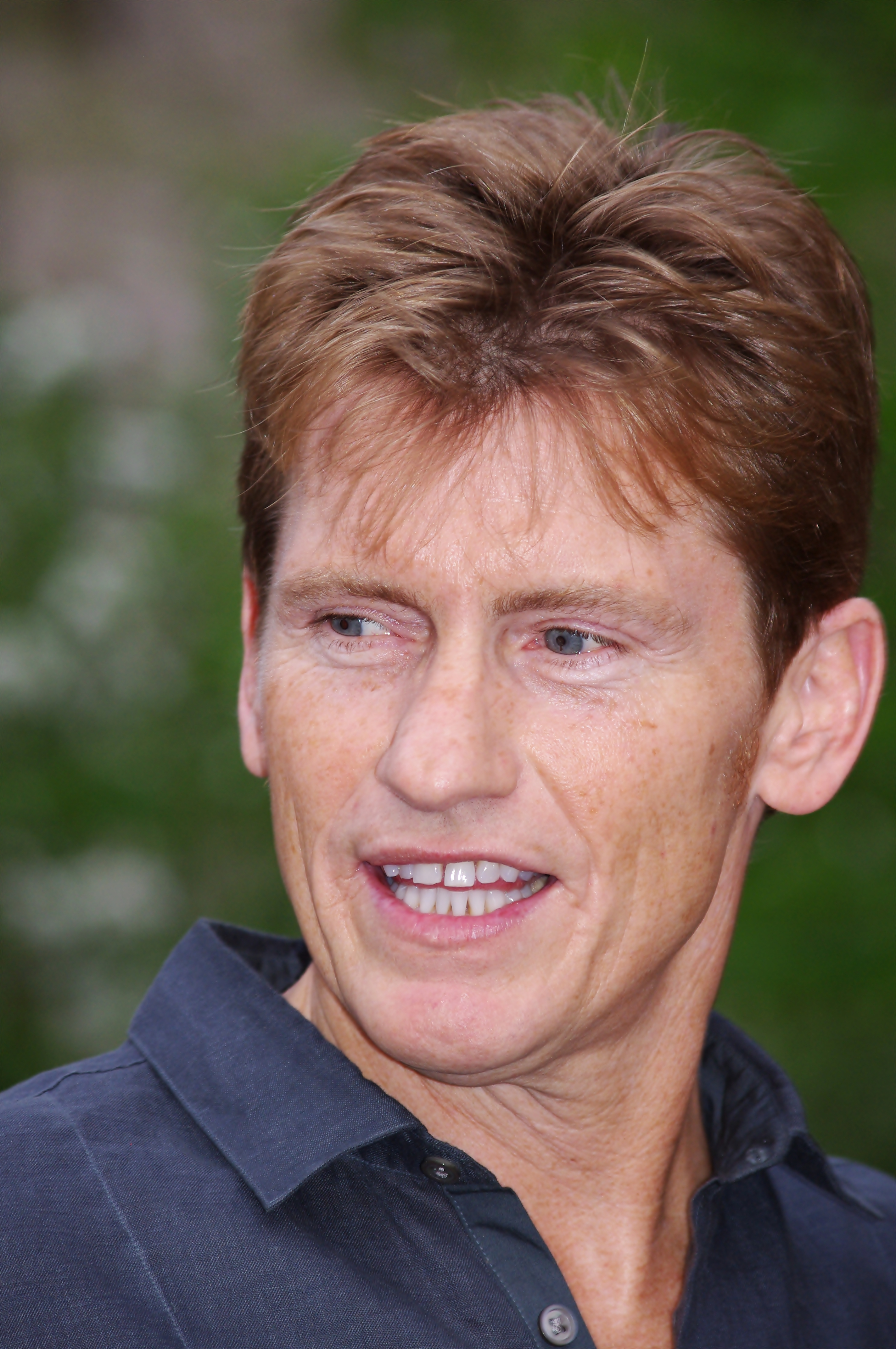
Denis Leary
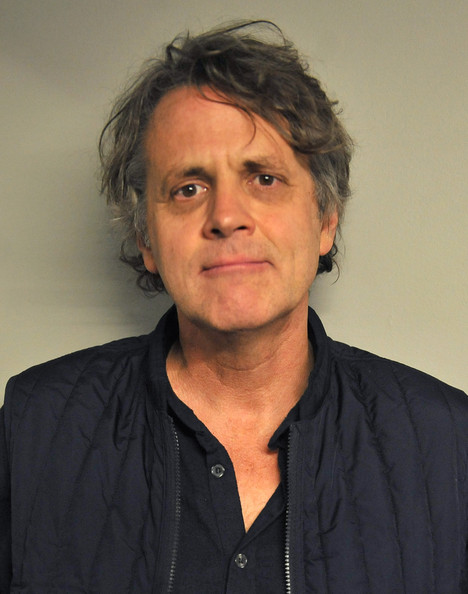
Chris Wedge
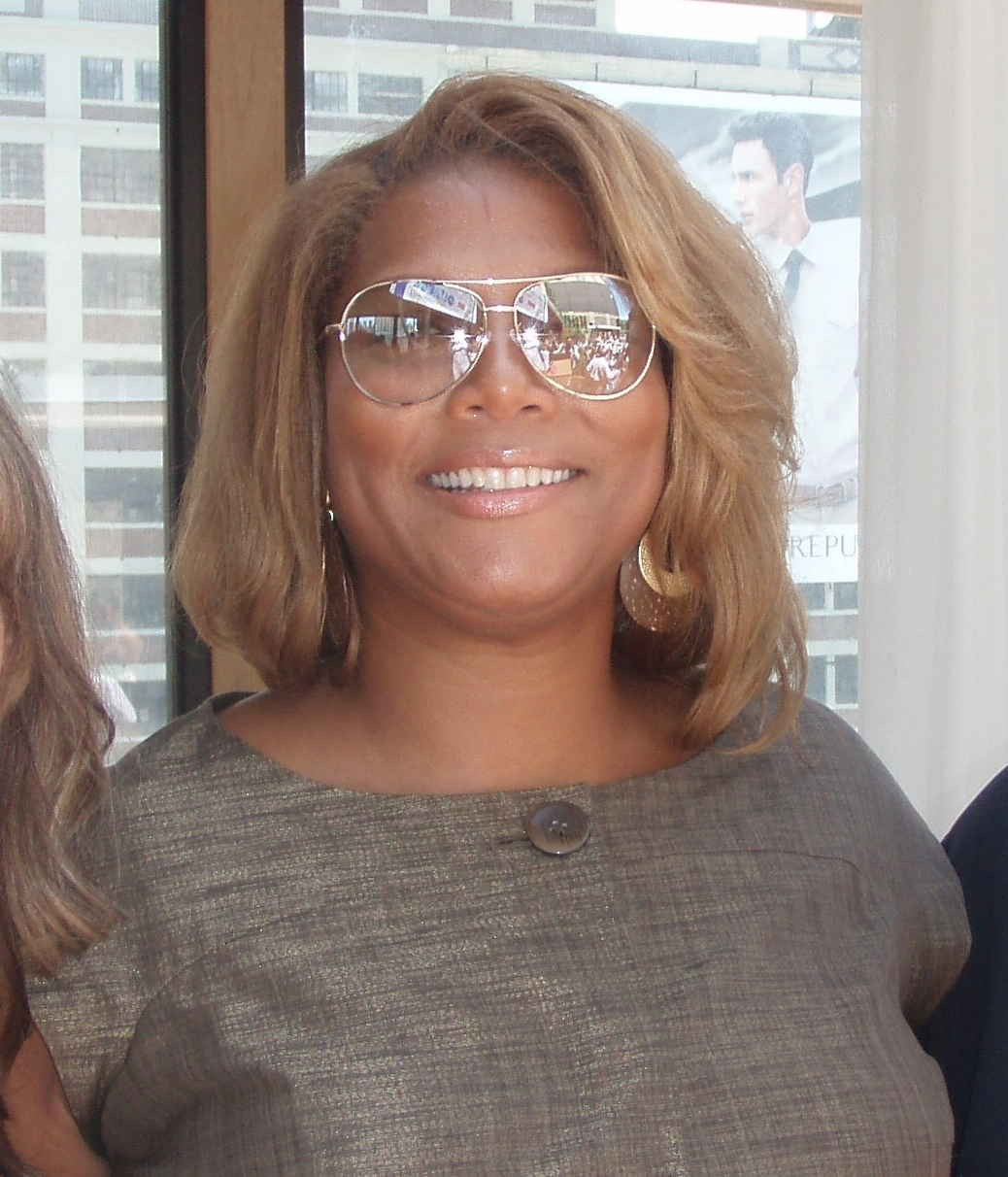
Queen Latifah
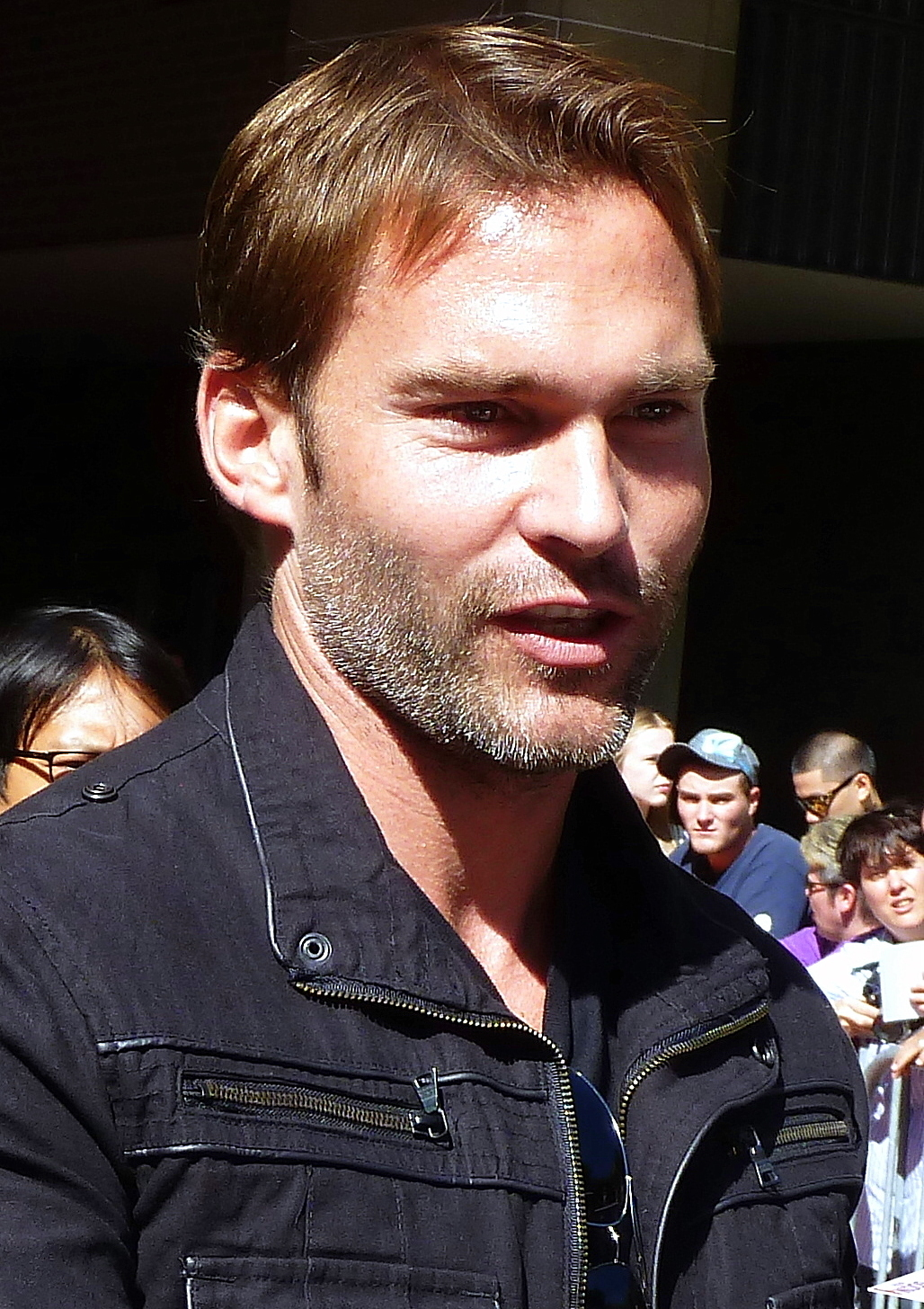
Seann William Scott
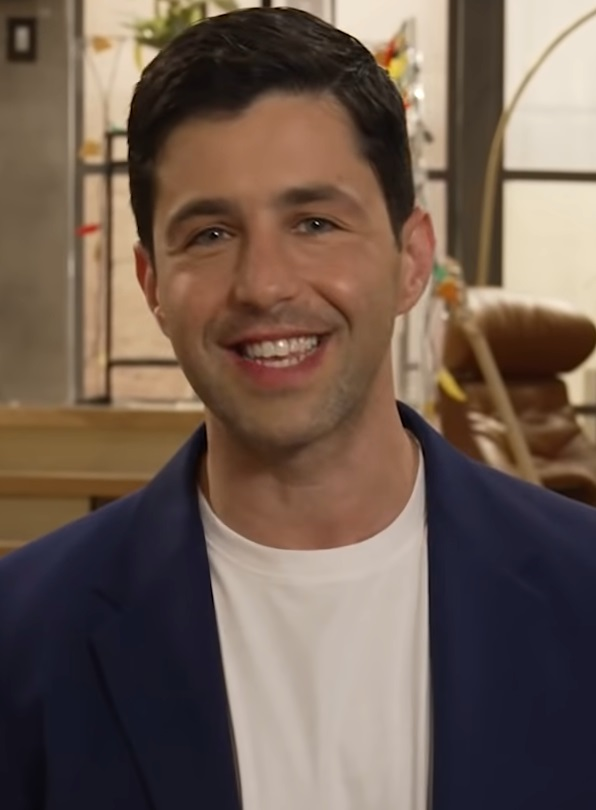
Josh Peck
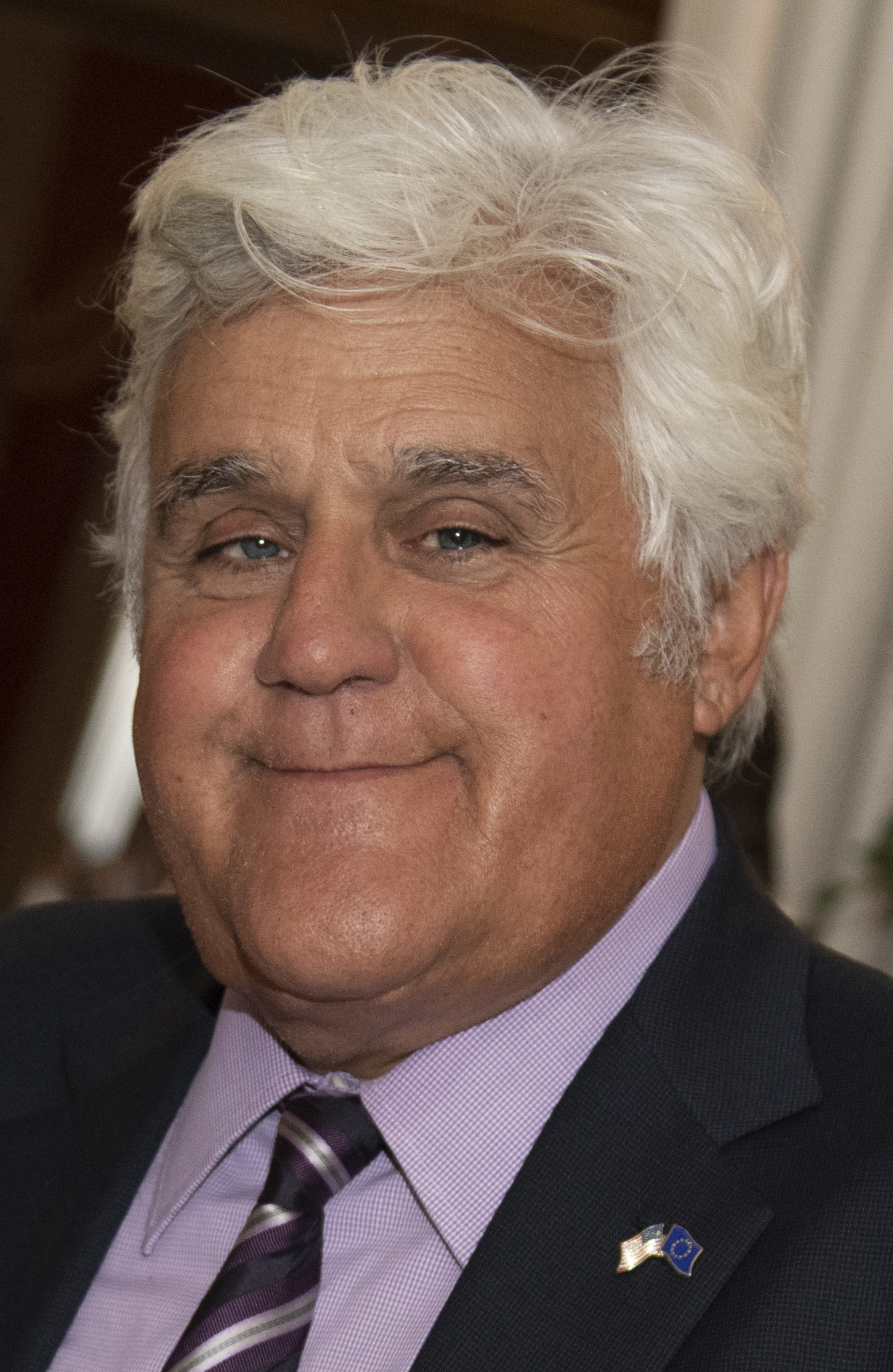
Jay Leno
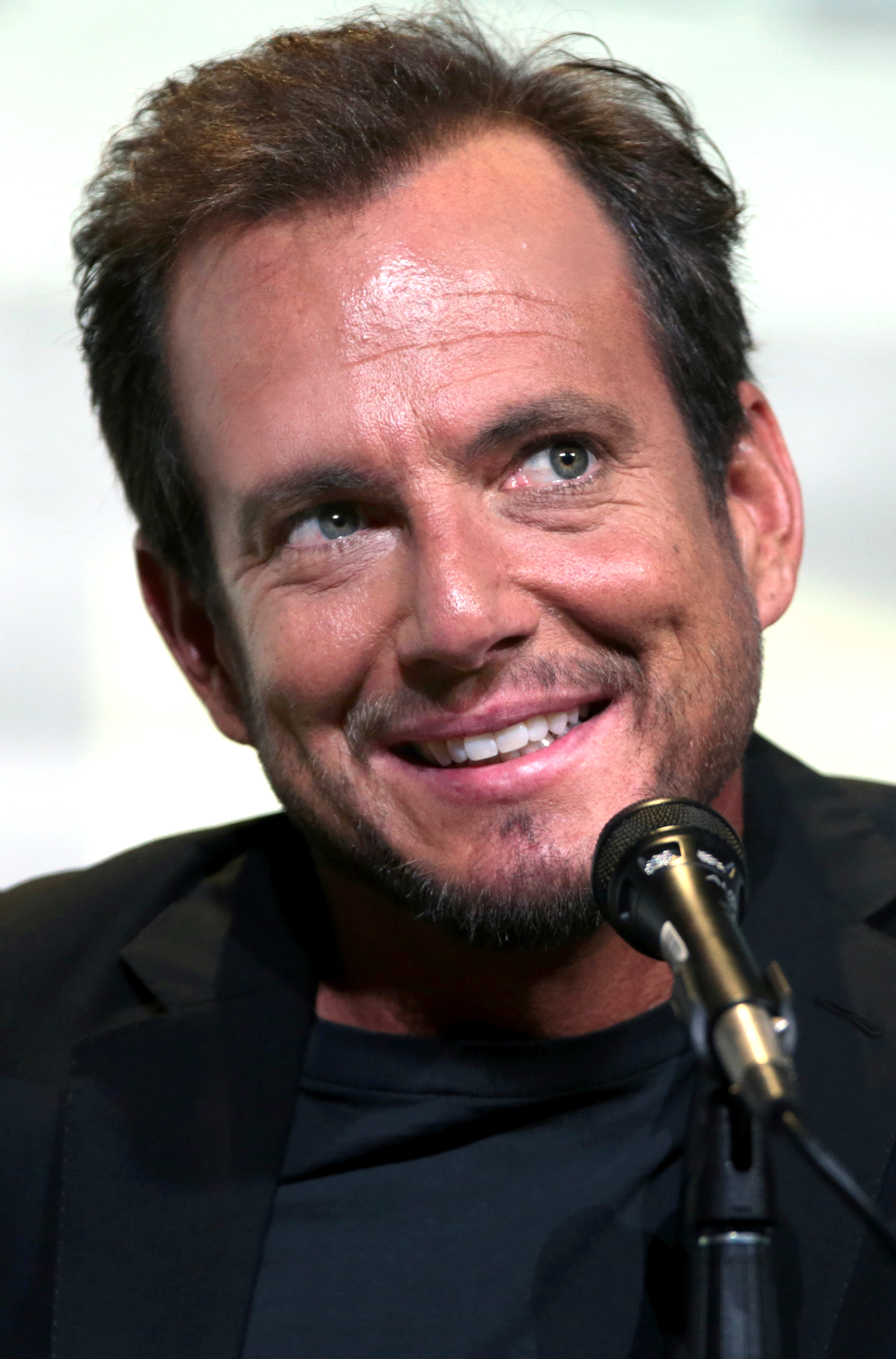
Will Arnett

## Accueil

### Accueil critique
Sur l'agrégateur américain Rotten Tomatoes, le film récolte 57 % d'opinions favorables pour 144 critiques. Sur Metacritic, il obtient une note moyenne de 58⁄100 pour 29 critiques.
En France, le site Allociné propose une note moyenne de 3,8⁄5 à partir de l'interprétation de critiques provenant de 20 titres de presse.

### Box-office
- Box-office France : 6 294 457 entrées (au 7 juillet 2006). Troisième au box-office France 2006.

## Analyse
- La première bande-annonce teaser du film est diffusée aux États-Unis avant le film Robots qui est sorti le 17 mars 2005. En France, un teaser sort le 6 mai 2005 sur le site d'AlloCiné[4].
- Ce second film de la saga marque la fin de l'apparition des humains et du clan des tigres à dents de sabre de l'espèce de Diego, seulement présents dans le premier film L'Âge de glace, bien que l'on retrouvera le personnage de Kira, une tigresse à dents de sabre, dans le L'Âge de glace 4 : La Dérive des continents et L'Âge de glace : Les Lois de l'Univers.
- Dans la scène où Crash s'envole en se faisant catapulter par un arbre, il dit « I Believe I Can Fly ». C'est une chanson chantée par R. Kelly dans le générique de fin du film Space Jam en 1996.
- Un Dodo apparaît dans ce film, en référence au précédent opus : celui-ci est frappé par un jet de vapeur et se transforme en poulet rôti. D'autres Dodos apparaissent en tant qu'anges dans une vision de Scrat. Contrairement à ceux du premier film, ils ne parlent pas.
- La scène des animaux montant dans le tronc d'arbre fait penser à l'arche de Noé dont l'histoire semble être la principale inspiration du scénario.
- L'un des opossums, Eddie, porte le même nom que le glyptodon apparaissant au début du premier film.
- Manny disant « Je ne suis pas gros » fait référence à Obélix.
- Une autruche rétorque à Manny (après qu'il a dit que les mammouths ne disparaîtraient pas car ils sont les plus gros animaux sur Terre) que « les dinosaures ont quand même disparu » alors que le troisième opus de la série a pour thème les dinosaures.

## Produits dérivés

### Jeux vidéo
- L'Âge de glace 2 : Comme beaucoup de succès cinématographiques, une adaptation en jeu vidéo produite par Vivendi Games sort en même temps que le film. Là on incarne uniquement Scrat qui suit en parallèle le trio.